# Urmuz
Urmuz (pseudonym för Demetru Dem. Demetrescu-Buzău, tidigare Dimitrie Dim. Ionescu-Buzeu), född 17 mars 1883, död 23 november 1923, var en rumänsk författare, advokat och tjänsteman, som tidigt blev en kultfigur i rumänska avantgardekretsar. Hans absurda korta prosastycken och dikter, skrivna utan inflytande från modernistiska strömningar i Europa, med deras blandning av nonsens, svart humor, nihilism och utforskande av det undermedvetna har utpekats som avgörande för dadaismens och den absurda teaterns framväxt.

## Översättningar
- Bisarra blad (översättning: Dan Shafran och Tom Sandqvist) (Ellerström, 2001)